# Rob Dukes
Rob Dukes (Florida, 1968. március 8. –) amerikai énekes, aki elsősorban az Exodus énekeseként vált ismertté. 2005-ben debütált az amerikai thrash metal együttes soraiban, az első vele készült lemez a Shovel Headed Kill Machine volt. Az Exodus tagjaként, még két stúdiólemezt énekelt fel, valamint a 2008-as Let There Be Blood albumon is ő volt hallható, melyen az 1985-ös Bonded by Blood anyagát rögzítették újra. 2008-ban alakult meg a Generation Kill zenekar, amely thrash és hardcore punk keverék zenéjével, már több lemezt is kiadott. 2014-ben megvált tőle az Exodus, 2017-ben pedig saját neve alatt adott ki egy EP-t. Saját zenekara a Bloodmoon Ritual, melyben többek között egykori Sacred Reich és Dark Angel zenészek a társai.

## Pályafutás
New York-ban nőtt föl, Manhattan északi részén. A zene iránti szeretete szülei révén indult, akiket hippiként jellemzett. Általuk ismerte meg Jimi Hendrix, a The Doors, és a Black Sabbath zenéjét. 16 éves korában elkezdett gitározni, elmondása szerint a legnagyobb befolyással a punk rock színtér együttesei voltak rá, mert azok dalait, könnyebb volt eljátszani, mint más metal zenekarokét. Nagy hatással volt rá Randy Rhoads játéka, akinek Dee című akusztikus szerzeményét egy hónap alatt sikerült megtanulnia. Hamarosan énekelni is elkezdett tanulni, azonban az olyan kedvenceitől, mint az Iron Maiden vagy a Judas Priest nem tudta elénekelni a dalokat, így kerültek figyelmének középpontjába az olyan együttesek, mint a Metallica, a Megadeth, az Exodus, az S.O.D., az Anthrax vagy a Misfits.
New York városában egy punk együttesben énekelt, innen azonban kirúgták, így Dukes 5 hónapos, 11 000 mérföldes utazással Kaliforniába motorozott. Elmondása szerint „fogalmam sem volt, hogy mit fogok csinálni. Gondoltam, hogy majd búvárkodást tanítok, vagy valami ilyesmi. Csak a strandon akartam lenni, szörfözni, élni az életem.” Archiválva 2012. február 6-i dátummal a Wayback Machine-ben
Két hónapig élt Hollywoodban, különféle klubokban dolgozva, mint gitártechnikus. Egy Key nevű klubban találkozott Jeff Hickey-vel, aki személyesen is ismerte az Exodust, így Hickey javaslatára Dukes hamarosan az együttes gitártechnikusa lett. A Tempo of the Damned album turnéján az együttes megvált Steve Souza énekestől, majd miután kiderült, hogy Dukes énekelt pár New York-i punkbandában, kipróbálták a mikrofon mögött.
Így a 2005-ben megjelent Shovel Headed Kill Machine albumot, már Dukes énekelte fel, csakúgy, mint a 2007-ben megjelent utódját az The Atrocity Exhibition… Exhibit A című lemezt is.
2008-ban jelent meg a Let There Be Blood album, mely az 1985-ös Bonded by Blood újrafelvett anyagát tartalmazta, így a rajongók Dukes hangjával is meghallgathatták az eredetileg Paul Baloff által éneket dalokat. 2008. augusztus 2-án, felléptek a Wacken Open Air fesztiválon, mely koncert rögzítésre is került, és 2010 januárjában jelent meg Shovel Headed Tour Machine: Live At Wacken & Other Assorted Atrocities címmel DVD formátumban. 2010-ben Exhibit B: The Human Condition címmel új lemezt adott ki az Exodus, majd 2011-ben bemutatkozott Dukes másik zenekara, a Generation Kill is. A thrash metal és hardcore punk keveréket játszó együttes 2011-ben debütált egy Red, White and Blood címre keresztelt nagylemez képében. Ezt 2013-ban mégegy lemez követte a We're All Gonna Die, melyről Dukes azt nyilatkozta, hogy a legjobb énekteljesítményét rejtő albumról van szó.
2014. június 8-án az Exodus bejelentette, hogy megvált Rob Dukes énekestől, és a jövőben ismét Steve "Zetro" Souzával dolgoznak tovább. Dukes elmondása szerint zenei nézeteltérések miatt tették ki a zenekarból, véleménye szerint az együttes zenéje „egyszerűen szar volt, amit újra és újra visszaöklendeztünk. Nem volt benne élet. Én pedig emiatt próbáltam szép lassan kivonni magam a dolgokból. De aztán rengeteg nyomás nehezedett rám. Épp akkoriban házasodtam, akkor költöztünk... szóval sok szarság zúdult rám. Ja, és épp a nászéjszakámon, három nappal az esküvőm után rúgtak ki...”
Elmondása szerint Zetro visszatérésének okai, anyagi hátterűek voltak, ő pedig nehéz helyzetbe került, mert el kellett tartania a családját. Végül egy autófelújításra szakosodott cégnél helyezkedett el, mint szerelő.
Ezt követően a Generation Kill dolgaira koncentrált, az együttes turnéján találkozott Darryl "D.M.C." McDaniels képében egy volt Run–D.M.C. taggal, akinek annyira tetszett, a Generation Kill zenéje, hogy közös zenélésbe kezdtek. Eredetileg csak néhány közös dalt csináltak volna, de a projekt végül kinőtte önmagát, és Fragile Mortals néven egy teljes lemezt készítettek Ron Thal producerkedése mellett. Az album 2017-ben The Dark Project címmel jelent meg. Dukes félretette sérelmeit és 2017 júliusában két koncerten is az Exodus-szal lépett fel, mint különleges vendég. Dukes ekkoriban már azt nyilatkozta, hogy rendbe hozta kapcsolatát, volt zenésztársaival.
2017-ben saját neve alatt adott ki egy EP-t, melyen olyan zenészek sorakoztak fel, mint az egykori Kyuss basszusgitáros Scott Reeder (Fireball Ministry), Craig Cefola dobos, Jon Ciorciari gitáros, de vendégként hallható volt Darryl "D.M.C." McDaniels és Mikey Doling gitáros (Snot) is. Ezt követően létrehozta új zenekarát a Bloodmonn Ritualt. 2019 januárjában egy interjúban csalódottságát fejezte ki, azt illetően, hogy Gary Holt a Slayerrel turnézik, mert szerinte ez hátráltatja az Exodus munkáját. A Bloodmonn Ritual zenekarban az egykori Sacred Reich dobos Greg Hall, a Dark Angelben megfordult basszusgitáros Michael Gonzalez és gitáros Eric Meyer, valamint Chris Cannella gitáros a társai. Cannella 2019 óta a Deicide tagja is egyben, a Bloodmonn Ritual pedig saját elmondásuk szerint egyfajta groove, thrash, rock and roll keveréket játszik.

## Diszkográfia

### Exodus
- 2005: Shovel Headed Kill Machine
- 2007: The Atrocity Exhibition… Exhibit A
- 2008: Let There Be Blood
- 2010: Shovel Headed Tour Machine: Live At Wacken & Other Assorted Atrocities
- 2010: Exhibit B: The Human Condition

### Generation Kill
- 2011: Red White and Blood
- 2013: We're All Gonna Die[14] (2013)

### Fragile Mortals
- 2017: The Dark Project

### Szóló
- 2017: Dukes EP

## További információ
- Hivatalos oldal